# 斯特拉文斯基广场
斯特拉文斯基广场（Place Igor-Stravinsky） 是巴黎第四区的一个广场、步行区，北侧为圣梅里街（rue Saint-Merri）和蓬皮杜中心，南侧为圣梅里修道院街（rue du Cloître-Saint-Merri）和圣梅里教堂。
斯特拉文斯基广场得名于俄国作曲家伊戈尔·费奥多罗维奇·斯特拉文斯基，《春之祭》的作者，于1979年11月21日命名。
广场上的斯特拉文斯基喷泉为尚·丁格利和妮基·桑法勒的作品。 